# سیارک ۱۲۸۰۳۶
سیارک ۱۲۸۰۳۶ (به انگلیسی: 128036 Rafaelnadal، نامگذاری:2003KM18) صد و بیست و هشت هزار و سی و ششمین سیارک کشف شده‌است که در ۲۸ مه ۲۰۰۳ کشف شد.